# اللفج الأسفل (السياني)

تعديل مصدري - تعديل

اللفج الأسفل هي إحدى قرى عزلة الدامغ بمديرية السياني التابعة لمحافظة إب، بلغ تعداد سكانها 42 نسمة حسب تعداد اليمن لعام 2004.